# Khueang Nai (huyện)
Khueang Nai (tiếng Thái: เขื่องใน) là một huyện (amphoe) ở vùng tây bắc của tỉnh Ubon Ratchathani, đông bắc Thái Lan.

## Địa lý
Các huyện giáp ranh (từ phía đông theo chiều kim đồng hồ) là: Muang Sam Sip, Mueang Ubon Ratchathani của tỉnh Ubon Ratchathani, Kanthararom, Yang Chum Noi của tỉnh Sisaket, Kho Wang, Maha Chana Chai, Kham Khuean Kaeo của tỉnh Yasothon và Hua Taphan của tỉnh Amnat Charoen.

## Lịch sử
Nguyên gốc có tên Pachin Ubon (ปจิมอุบล, 'tây Ubon'), năm 1913 đổi tên thành Trakan Phuet Phon (ตระการพืชผล). Năm 1917 lấy tên Khueang Nai.

## Hành chính
Huyện này được chia thành 18 phó huyện (tambon), các đơn vị này lại được chia ra thành 180 làng (muban). Khueang Nai là một thị trấn (thesaban tambon) nằm trên một phần của tambon Khueang Nai. Có 18 Tổ chức hành chính tambon.
| STT. | Tên          | Tên Thái | Số làng | Dân số |  |
| ---- | ------------ | -------- | ------- | ------ |  |
| 1.   | Khueang Nai  | เขื่องใน   | 12      | 9.974  |  |
| 2.   | Sang Tho     | สร้างถ่อ   | 15      | 9.723  |  |
| 3.   | Kho Thong    | ค้อทอง    | 11      | 6.331  |  |
| 4.   | Ko E         | ก่อเอ้     | 12      | 7.469  |  |
| 5.   | Hua Don      | หัวดอน    | 11      | 6.455  |  |
| 6.   | Chi Thuan    | ชีทวน     | 11      | 6.609  |  |
| 7.   | Tha Hai      | ท่าไห     | 13      | 9.209  |  |
| 8.   | Na Kham Yai  | นาคำใหญ่  | 8       | 3.968  |  |
| 9.   | Daeng Mo     | แดงหม้อ   | 6       | 3.379  |  |
| 10.  | That Noi     | ธาตุน้อย   | 10      | 6.269  |  |
| 11.  | Ban Thai     | บ้านไทย   | 12      | 6.698  |  |
| 12.  | Ban Kok      | บ้านกอก   | 6       | 3.923  |  |
| 13.  | Klang Yai    | กลางใหญ่  | 11      | 5.785  |  |
| 14.  | Non Rang     | โนนรัง    | 7       | 4.468  |  |
| 15.  | Yang Khi Nok | ยางขี้นก   | 10      | 4.844  |  |
| 16.  | Si Suk       | ศรีสุข     | 8       | 5.430  |  |
| 17.  | Sahathat     | สหธาตุ    | 7       | 3.021  |  |
| 18.  | Nong Lao     | หนองเหล่า | 10      | 5.898  |  |